# 馬塔塔瓦峰
78°7′S 161°57′E / 78.117°S 161.950°E
馬塔塔瓦峰（Mata Taua Peak），是南極洲的山峰，位於維多利亞地的斯科特海岸，處於馬錢特冰川和費里尼奧冰川的分水嶺，屬於皇家學會嶺的一部分，海拔高度3,013米，現時由南極條約體系管理。